# Instituto Nacional de Asociativismo y Economía Social
El Instituto Nacional de Asociativismo y Economía Social (INAES) es un organismo que en la actualidad depende de la  Ministerio de Capital Humano, que ejerce las funciones que le competen al Estado en materia de promoción, desarrollo y control de la acción cooperativa y mutual.
En esta entidad se registran e inscriben todas las Mutuales y Cooperativas (sean de Trabajo, vivienda, crédito, consumo, servicios públicos, entre otras) existentes en Argentina. Constituyéndose como organismo de control, donde se presentan balances y otras rendiciones a nivel societario. Además promueve financiamiento y capacitación a estas entidades de la economía social.

## Estructura organizativa
El instituto cuenta con un presidente y un directorio compuesto por 6 vocales (dos por el estado, dos por mutuales y dos por cooperativas)
Asimismo, en lo que respecta a las cuestiones operativas cuenta con: Coordinadores Técnico del Directorio, General Consejo Federal y Regional, Relaciones Institucionales, Secretarías de Control, de Desarrollo y Promoción. Gerencias de Capacitación y Fomento, de Inspección, de Intervenciones e Infracciones, de Administración y Finanzas, de Registro y de Legislación.